# 黄初平

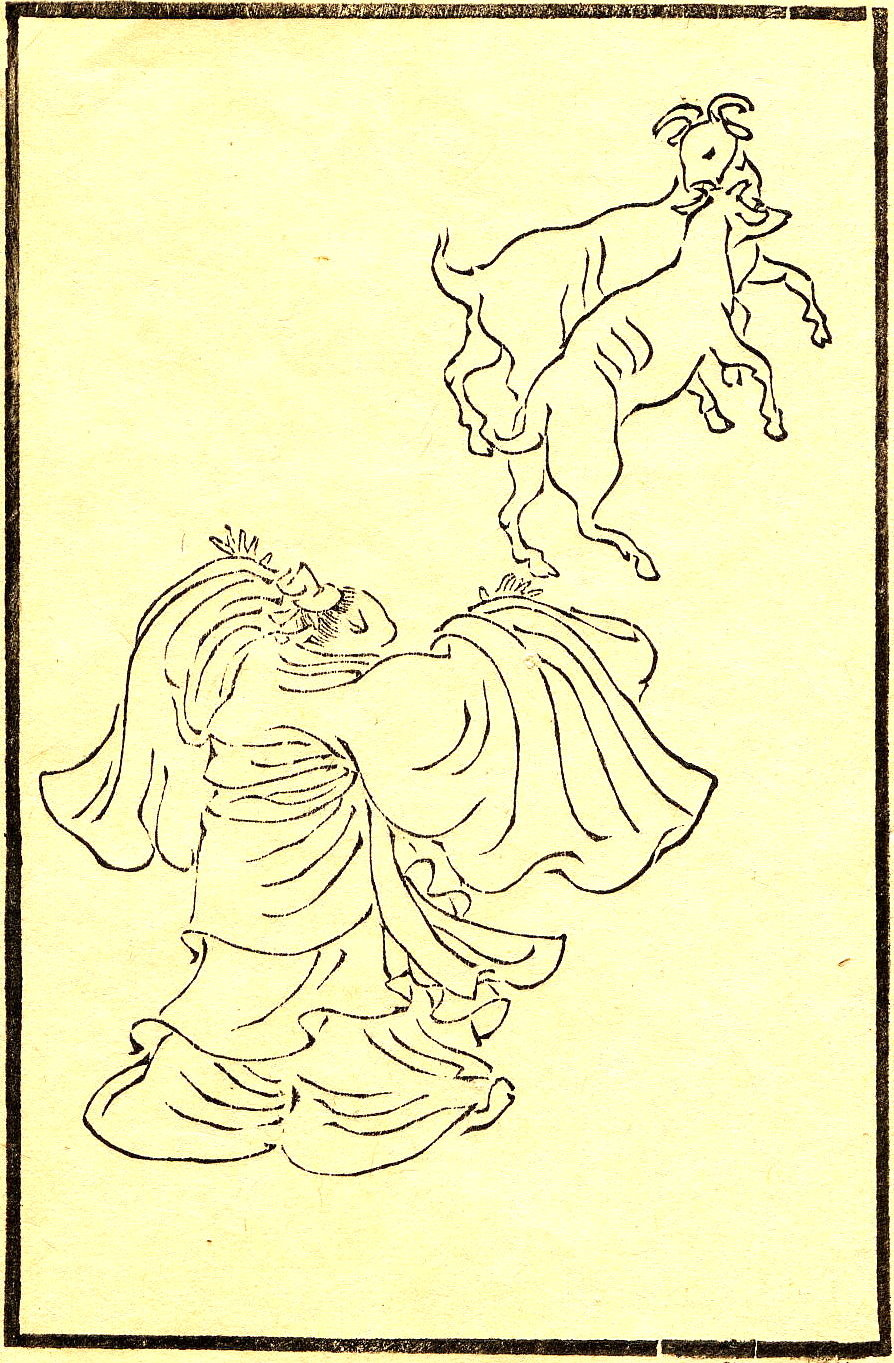
黃初平像“列仙酒牌”

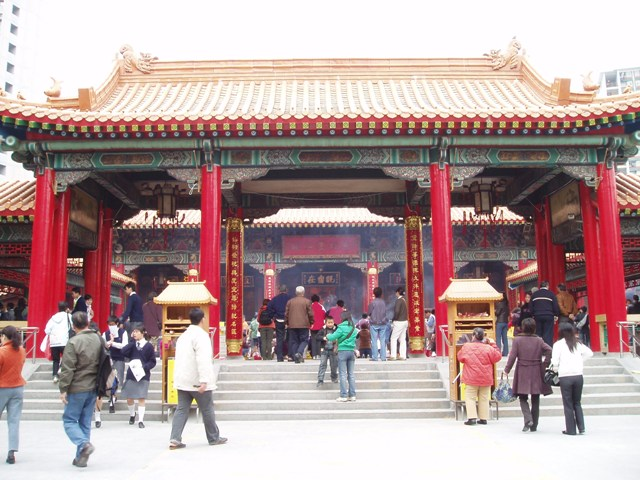
香港黃大仙祠

黃初平（328年10月13日—約386年），後世稱為黃大仙，著名道教神仙，出生地为现中國浙江省金華市蘭谿市，原是當地的一名放羊的牧童，於山中修煉得道。宋代敕封為「養素淨正真人」。
1897年 (清光緒23年)，據說黃大仙奉玉帝旨意，塵凡佈教，在廣東番禺的一個扶乩活動中顯靈，自道身世，勸人向善，引來不少信眾，赤松黃大仙之名因而得以顯揚。由於黃大仙十分靈驗，加上當時廣東的疫病蔓延，求醫問方的善信就愈來愈多，黃大仙降乩用的靈籤和藥簽一直沿用至今，在香港也十分普及。1921年，梁仁庵道長於香港九龍竹園籌建黃大仙祠，1969年，港英政府以黃大仙祠為地標，在香港九龍設立黃大仙區，黃大仙祠漸漸發展為香港最重要的道教祠廟及旅遊景點。每年立春時節，黃大仙祠會開放給犯太歲的人免費進去其太歲殿拜太歲，只需以身份證作實便可。

## 生平簡介
黃大仙以東晉會稽郡金華縣以「叱石成羊」的傳說而著名。初平少年時在金華山放羊，於15歲得道士指引，到赤松山金華洞內石室修仙。
其兄黃初起四處尋找初平，都沒結果。40多年後卻在一位善卜的道士指示下，在金華洞內找到黃初平。初起追問當年羊群下落，初平就叫他往東面的山頭處找。初起四處找不到羊，初平就走到山頭大聲呼喚。眼前的白石竟然應聲昂首而起變成羊群。初起因此也起了修道之心，於是辭別親人，與初平一起修煉去了。他們食松脂茯苓等，結果煉得「坐在立亡」，「日中無影」，雖500歲，而有「童子之色」。他們後來回鄉，見親戚鄰居都死盡了，於是回山修煉。

### 生年
至於黃初平的生年，宋末倪守約《金華赤松山志》明確指他生於晉成帝咸和三年（328年10月3日）。

### 宋帝兩次封誥
黃初平先後因為「汲井癒疾」而有「救人之功」、「祈晴祈雨」和「隨感隨通」的仙迹，在宋孝宗淳熙十六年（1189年）和宋理宗景定三年（1262年），得到「養素真人」和「養素淨正真人」的兩個封號。

### 記載
黃大仙的生平梗概在《神仙傳》、《黃大仙自序》、《金華府志》、《金華縣志》、《浙江通志》及《蘭谿縣志》都有記述。

## 外號與封號
「赤松子」：倪守約在《金華赤松山志》說明指引初平入金華洞修煉和指示初起覓得初平的道人，是赤松子的幻相。

## 黃大仙信仰發展

### 民間傳說的發軔和傳承
黃大仙的信仰與崇祀，相傳早在黃初平飛昇後已經開始，也許在晉代已經發生。黃初平在金華山牧羊遇仙，在赤松山金華洞修煉成仙，加上「叱石成羊」，「證道得仙」等奇遇，非常引人入勝。再加上他們傳說中能授人藥方，度人成仙的故事，令初平兄弟為人所崇信。

### 自晉至近代的黃大仙崇祀活动

#### 赤松宮的落成與修建

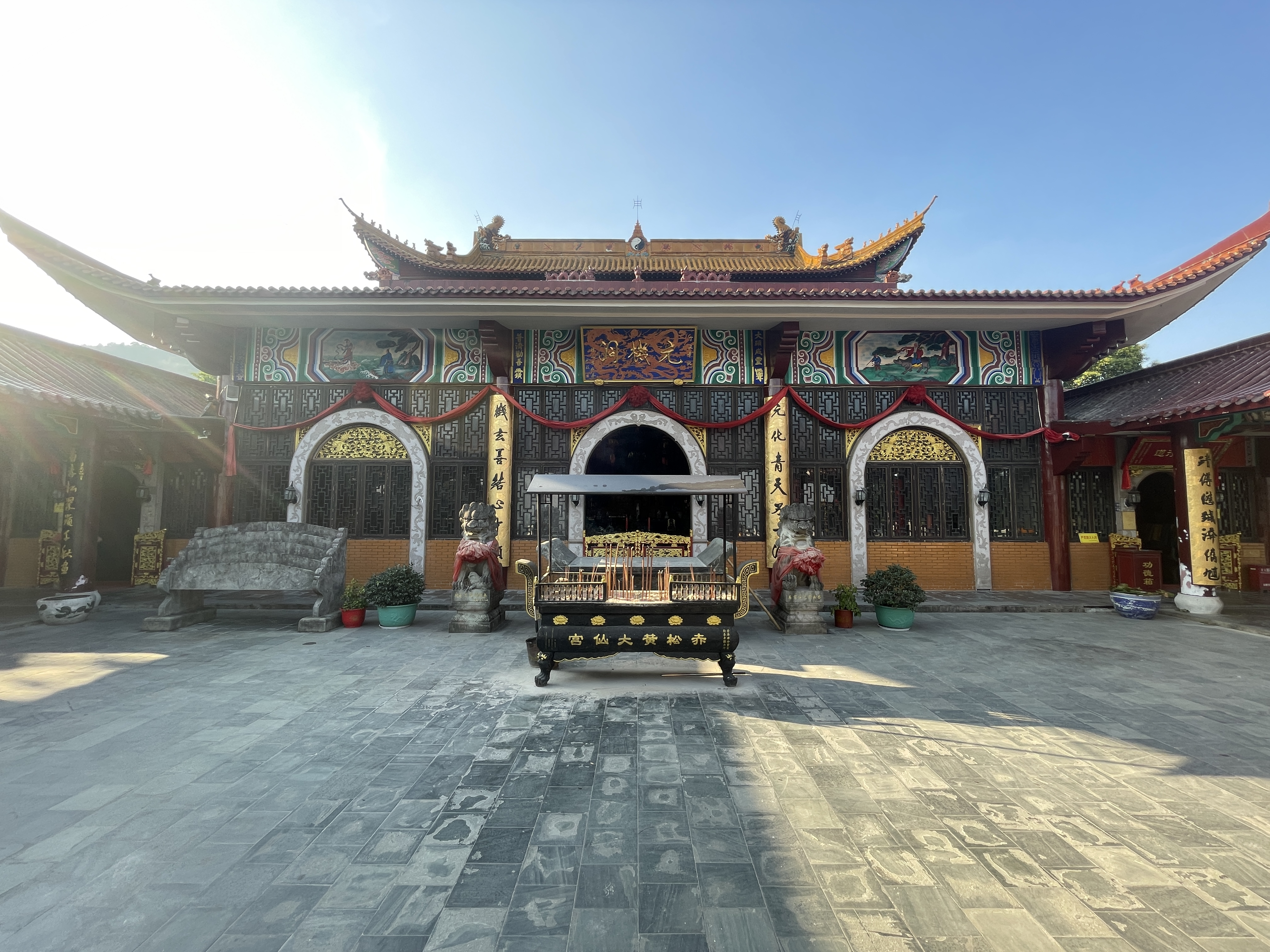
1997年重建的赤松黄大仙宫，位于金华市赤松镇

據《金華赤松山志》，赤松宮於東晉時落成。赤松宮在宋真宗大中祥符元年（1008年）奉詔更名「寶積觀」。1951年，中國政府發展水利，建山口馮水庫，寶積觀才沉於水底。

#### 叱石巖與叱石寺
明代以後，黃大仙的信仰傳到廣東一帶，新會縣的羊石坑，就是因為黃初平「叱石成羊」的故事而易名「叱石巖」。

### 清末以降的黃大仙崇祀活動

#### 普濟壇的創設
原來廣東的黃大仙信仰，是在1897年間，由一群讀書人在番禺開始的。據記載，他們後來聯集10名「善友」，請黃初平實設箕壇，並於同年農曆十月，得黃大仙賜壇名為「普濟」。此壇後歷經數次破壞，今重建為廣州黃大仙祠，原祠遺跡被列為廣州市第八批文物保護單位。

#### 普慶壇的創設
晚清廣東第一間供奉黃大仙的廟宇，是位於南海的普慶壇「赤松黃大仙祠」。該祠始建於1901年，約在1903年竣工，佔地十五、六畝。主要創建人是稔崗梁仁菴道長。

#### 普化壇的創建
另一間供奉黃大仙的廟宇是普化壇，仍設於廣州花埭，建於1930年，與被破壞的普濟壇，相距約半公里，佔地只有四、五畝。由當年出掌東軍政的南天王陳濟棠和他的姨太太莫秀英主力興建。

### 黃大仙重新建廟祭祀——金華黃大仙祖宮
從五代吳越建赤松宮起始，歷代朝廷和民間在祖居宗祠地的浙江金華祀奉黃大仙成風，自「寶積觀」因鹿田水库建设而沉於水底後，金華山便再無祀奉黃大仙聖靈的道觀。1996年9月經浙江省人民政府批准建成金華山黃大仙祖宮（簡稱祖宮），祖宮建設由金华市人民政府的建設指揮部組織實施。祖宮坐落在國家AAAA級双龙风景名胜区，居鹿田湖畔，披皇嶺仙境，海拔562米，占地7.9公頃，耗資3000萬元。建有仙祖道源山門、牧羊登仙照壁（長18高4.8厚1米），黃大仙祠牌樓(主牌樓長13.5寬4.3高10.1米、副牌樓長11.8寬3.7高7.2米)日月池、會仙橋、靈官殿(占239平方米)、鍾樓(占地265平方米)、鼓樓(占地265平方米)、天音祭檀(直徑18米，占地255平方米)、赤松宮(又名黃大仙宮，占地1068平方米，總高21米)、三清宮(占地826平方米，總高18米)，廂房(東廂房占地435，西廂房159平方米)仙界名區牌坊和皇嶺亭、宋皇御碑等。待建有祈仙殿、藏經閣、朝真閣、赤松道院等。祖宮枕山襟湖、氣勢恢宏，終年雲霧繚繞，訴不盡仙居神佑的傳說。祖宮有三奇；一是雨奇、二是音奇、三是靈簽出奇，被中國道教界和港澳社會尊寵5000年中國史最大道觀和3000萬海外華人的祖祠社壇，現由全真華山派三十一代清純子道長擔任住持。祖宮現有常駐道長20位，皆隸屬華山派，尤其名列道教三十六洞天的朝真洞，也由祖宮華山道士派駐管理，作為練功所用。

## 黃大仙信仰核心：普濟勸善

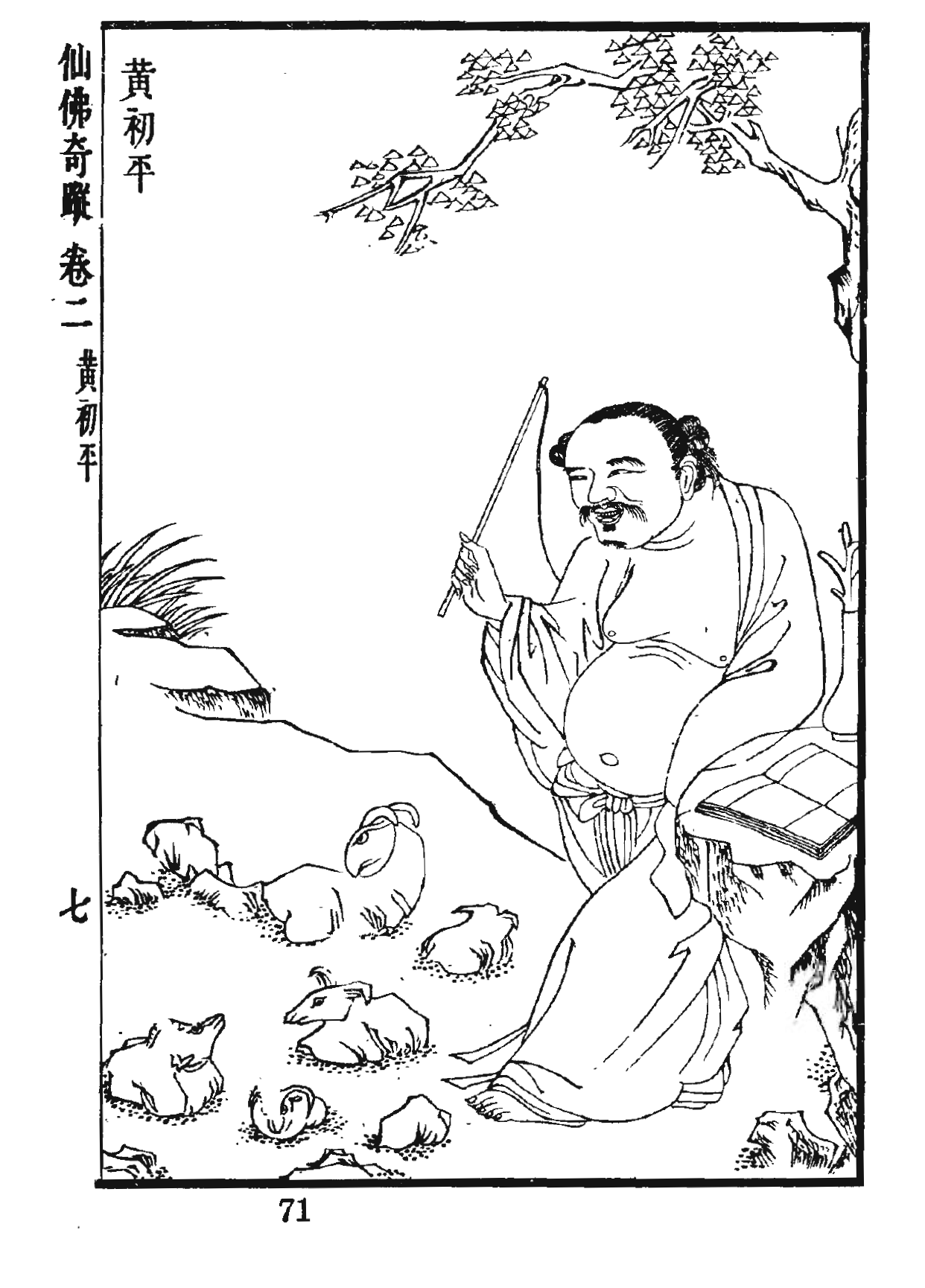
黄初平

### 「有求必應」與「普濟勸善」
據說黃大仙能「有求必應」，因而深受善信的崇祀，但事實並非如此。據《驚迷夢》的序文記載，黃大仙的「有求必應」必須要符合「普濟勸善」的原則，這也是黃大仙信仰的宗旨；欲求富貴顯達的話，他是「有求不應」的。

### 普濟廣施的傳統
廣州的普濟壇，就是為「普濟」而設。在救人急難的前提下，普濟壇開展了施藥的善舉，及後擴展為贈醫送藥，成為黃大仙壇堂的傳統事業。廣東普濟、普慶和普化三壇的祠廟均設醫孳局，提供贈醫送藥的服務。香港淪陷期間，藥局被迫解散，之後在1943年復開，至1956年嗇色園全面開放後，贈醫施藥的事業更為擴展，在1980年落成的中西醫藥局，提供中醫贈診、西醫診療、注射及配藥的服務；同年更成立「嗇色園醫藥基金會」，接受各界人士的捐輸。
除了贈醫施藥外，奉祀黃大仙的道堂祠廟，也有參與及發展其他慈善工作，包括施粥送飯、匿名送錢、施棺助殮、贈送棉衣等。今日的嗇色園，已是一間有規模的慈善團體，充分發揮黃大仙「普濟」的精神。

### 勸人以善的宗旨
黃大仙及其信眾也重視「勸善」的推廣。「勸善」是黃大仙「顯靈」的最終目的，而印行善書就成為了當時道侶的首要任務。
第一種勸善之書是《驚迷夢》，於1899年刊印，彙收了1897至1899年間，黃大仙及列聖列仙降扶箕開示的詩文，大部分是他們勸世的苦口箴規。
第二種是《醒世要言》，於1906年刊印，彙編了1903年黃大仙及列位仙聖箕示的詩文，但比《驚迷夢》更集中於綱紀倫常的說教。
最後一種是於1963年刊行的《三教明宗》。全書分三部分，將儒釋道三教神聖箕示的文章，彙集成編，分述三教義理。
自60年代中期以後，嗇色園把勸善的工作不僅停留在言文上，還融入社會，藉興學育才來播揚道德文化。自1968年，嗇色園不斷增建學校，時至今日已達12間：中學5間、小學4間和幼稚園3間。這些學校均以「普濟勸善」為校訓，當中還在中學課程設「經訓」科，讓學生認識三教要義。
黃大仙的徒眾致力將「普濟勸善」的宗旨見諸行動，與信仰融為一體，成為黃大仙信仰的核心。

## 畫像
香港黃大仙的祠廟及道壇都沒有供奉黃大仙泥塑或木雕的神像，反而是簡單、平面的畫像。開創供奉黃大仙畫像傳統的人，是香港黃大仙信仰的奠基者，也是嗇色園的創建人之一的梁仁菴道長。黃大仙信仰在近代發軔於中國廣東，主祀的祠廟都供奉黃大仙泥塑金身的神像。由於當時政局不穩，梁氏避亂南來，為求方便，因此捨塑像而帶畫像。這種折衷的做法卻成了香港黃大仙信仰的最大特色。
黃大仙的畫像，目前可見的大致有以下四種：
1. 嗇色園黃大仙畫像
見於嗇色園大殿神壇內，畫中黃大仙盤膝坐在蒲團之上，頭戴道冠，身穿道袍。
2. 元清閣黃大仙「自畫」像
見於元清閣的神殿內，是在1947年間一次扶箕活動中，由黃大仙降箕，假箕手畫出輪廓，再由道侶設色而成，可說是黃大仙的「自畫像」，他手執塵拂，作道士打扮。
3. 坊間流行的黃大仙畫像
這種最為普遍，通常畫在紙上，作為《黃大仙靈簽》的封面，成為善信供奉的神像，在坊間隨時可見。畫中的黃大仙是唇紅鬚黑，頭戴道冠，身穿藍色道抱，盤膝坐在蒲團上。
4. 新繪的黃大仙畫像
這是金華縣一位畫師在近年繪畫而成的。畫中的黃大仙作道士打扮，右手執塵拂，左手輕掐長鬚，衣袂飄搖。畫像可於華松仙館內免費取得。

## 流行文化

### 影视作品
- 無綫電視1986年拍摄的剧集《黄大仙》，由郑少秋饰演黄初平，谢贤饰演反派“飞龙太子”。
- 1988年的电影《笑傲侠义黄大仙》，由林正英饰演黄初平。
- 横店娱乐2004年拍摄的电视剧《侠影仙踪》，剧中男主角原型人物为黄初平。